# Pyrus taiwanensis
Pyrus taiwanensis là loài thực vật có hoa trong họ Hoa hồng. Loài này được H. Iketani & H. Ohashi miêu tả khoa học đầu tiên năm 1993.